# Johann Georg Baur
Johann Georg Baur (* 15. August 1820 in Hechingen; † 18. Februar 1849 ebenda) war ein deutscher Politiker und Mitglied der Frankfurter Nationalversammlung.
Baur war Sohn eines Stadtbaumeisters und studierte von 1838 bis 1842 Rechtswissenschaft. Nach zwei Jahren als Rechtspraktikant wurde er 1844 zum Oberamtsaktuar und 1846 zum Oberamtsassessor ernannt. 1848 war er Stadtamtsverweser und 1848/49 Oberamtsverweser in Hechingen.
Baur war vom 4. November 1848 bis zum 18. Februar 1849 Mitglied der Frankfurter Nationalversammlung für den Wahlkreis Hechingen und gehörte der Fraktion Westendhall an. Von 1846 bis 1848 war er Mitglied der Landesdeputation des Fürstentums Hohenzollern-Hechingen.